# Pier Soderini

Stemma dei Soderini

(Niccolò Machiavelli)
Pier Soderini (Firenze, 17 marzo 1451 – Roma, 13 giugno 1522) è stato un politico italiano, gonfaloniere a vita a Firenze dal 1502, carica che però mantenne solo fino al 1512.

## Biografia
Nato da Tommaso Soderini e da Dianora Tornabuoni, sorella di Lucrezia, moglie di Piero il Gottoso. Piero era membro di un'antica famiglia fiorentina che aveva dato numerosi politici alla città, fu priore nel 1481. Uomo fidato del cugino Lorenzo il Magnifico prima e di Piero il Fatuo de' Medici poi, per lui svolse la delicata quanto infruttuosa ambasceria al re Carlo VIII di Francia, che, per via degli umilianti accordi che i fiorentini furono costretti ad accettare valse la cacciata di Piero e della sua famiglia (1494) e l'instaurazione del regime teocratico di Girolamo Savonarola. 
Con l'instabilità del nuovo regime repubblicano, venne deciso di estendere il mandato di Piero, in quel momento gonfaloniere di giustizia, a vita (1502), tentando un esperimento di dogato come a Venezia o a Genova. Il Soderini veniva infatti giudicato come uomo probo e imparziale che non avrebbe agito nel suo interesse (come i Medici), ma in quello collettivo. Alcune sue riforme furono senz'altro importanti, come quella dell'erario con l'introduzione della Decima, e quella dell'ordinamento giudiziario, con la sostituzione di un tribunale della Ruota alle varie magistrature del podestà e del capitano del popolo.
Nel 1509 Pisa veniva riassoggettata a Firenze dopo la ribellione dell'autunno del 1494. La condotta del Soderini comunque non fu priva di incertezze ed errori, che nel tempo hanno sempre più messo in luce la sua mediocrità e mancanza di polso in una carica così critica, nonostante la collaborazione di alcuni personaggi di prim'ordine tra i quali spiccava Niccolò Machiavelli. L'errore più grave di Pier Soderini fu comunque quello di aver acconsentito, nell'autunno del 1511, alla convocazione nel territorio della repubblica dello "scismatico" Concilio di Pisa II, voluto da Luigi XII di Francia, che dichiarò decaduto papa Giulio II.
Il temerario papa Della Rovere si alleò allora con vari signori italiani, compresi i Medici, e inviò in Toscana un contingente spagnolo di armati guidati dal viceré di Napoli Raimondo de Cardona, che, in una prova di forza, mise a segno il Sacco di Prato nell'agosto 1512, spaventando a morte Firenze, che aprì con solerzia le sue porte trattando la resa con gli invasori. Il 31 agosto il Soderini fuggiva dalla città, mentre il giorno dopo vi facevano ritorno i Medici. L'ex gonfaloniere trovò riparo a Roma, dove trovò comprensione e appoggio dall'ex-nemico papa Leone X Medici (che aveva bisogno di riappacificarsi col cardinale Francesco Soderini a lui ostile), morendo nella città pontificia poco dopo la scomparsa del suo protettore, nel 1522. Nella basilica del Carmine, a Firenze, resta il suo monumento funebre, fatto scolpire a Benedetto da Rovezzano.

## La decorazione del Salone dei Cinquecento
Fu il gonfaloniere a vita Pier Soderini per primo a preoccuparsi della decorazione del Salone dei Cinquecento in palazzo Vecchio, riuscendo ad accordarsi con i due più grandi artisti fiorentini dell'epoca, Leonardo da Vinci e Michelangelo Buonarroti, per la realizzazione di due grandi affreschi (circa 17x7 metri) per decorare le pareti della sala, con scene di battaglia che celebrassero le vittorie della Repubblica (1503). Leonardo iniziò a realizzare la Battaglia di Anghiari, sul lato destro della parete Est, mentre a Michelangelo venne destinato il lato sinistro della stessa parete per la realizzazione della Battaglia di Cascina.
I due geni del Rinascimento ebbero così modo di lavorare per un certo periodo faccia a faccia, ma nessuna delle loro opere fu mai completata: Leonardo sperimentò la tecnica dell'encausto, che si rivelò disastrosa, sciupando irrimediabilmente l'opera, mentre Michelangelo si fermò al solo cartone, prima di partire per Roma chiamato da Giulio II. Entrambe le opere originali sono andate perdute, ma ci sono pervenute delle copie e dei disegni preparatori.
Commissionò inoltre una grande pala d'altare a Fra Bartolomeo per l'altare del salone, pure incompiuta ma pervenutaci, mentre ignorò i servigi del giovane Raffaello, che era stato raccomandato da Giovanna da Montefeltro.

## Discendenza
Il 15 marzo 1474 Piero sposò Argentina Malaspina di Fosdinovo (1462-24 marzo 1534), figlia del marchese Gabriele II; la coppia non ebbe prole.